# Epilobium sericeum
Epilobium sericeum là một loài thực vật có hoa trong họ Anh thảo chiều. Loài này được Bernh. mô tả khoa học đầu tiên năm 1837.